# (15851) Chrisfleming
(15851) Chrisfleming est un astéroïde de la ceinture principale.

## Description
(15851) Chrisfleming est un astéroïde de la ceinture principale. Il fut découvert le 13 janvier 1996 à Kitt Peak par le projet Spacewatch. Il présente une orbite caractérisée par un demi-grand axe de 2,68 UA, une excentricité de 0,14 et une inclinaison de 12,2° par rapport à l'écliptique.

## Compléments